# Macropogon sequoiae
Macropogon sequoiae is een keversoort uit de familie Artematopodidae. De wetenschappelijke naam van de soort is voor het eerst geldig gepubliceerd in 1936 door Hopping.